# 장아찌
장아찌 또는 장과(Jangajji, pickled vegetables)는 무·배추·오이 등을 알맞은 크기로 썰어 말리거나 절여서 간장, 된장, 고추장 등에 담가 오래 두고 먹는 반찬으로, 제철에 나는 채소를 보관하여 먹는 방법이다. 장아찌는 장류에 오래 담겨 있어 독특한 풍미를 내는데, 먹기 바로 전에 잘게 썰어 참기름, 설탕, 깨소금 등으로 무쳐 낸다.

## 어원
'장아찌'라는 낱말은 중세 한국어 '쟈ᇰ앳디히'에서 비롯된 말로, 이는 간장이나 된장 등 장을 뜻하는 '쟈ᇰ'이라는 단어, 조사 '애', 사이시옷(ㅅ), 그리고 김치를 의미하는 '디히'가 결합된 것이다.

## 성분
주요 성분은 지역과 온도에 따라 다르다. 녹색마늘, 마늘껍질, 무, 오이, 고추잎, 참깨, 들깨잎, 더덕 등이 그 예이다. 장아찌는 보통 간장이나 된장, 고추장에 담그는데 소금물이나 희석식초를 담그는 방법도 있다. 일반적으로 야채는 조미료에 과도한 수분이 추가되는 것을 방지하기 위해 약간 건조되거나 소금에 절이다. 차려지면 장아찌를 잘라서 참기름, 설탕, 구운 참깨가루로 양념한다.

## 종류
- 오이 장아찌
- 매실 장아찌
- 고추 장아찌
- 풋고추장아찌
- 풋마늘장아찌
- 복사장아찌
- 부추장아찌
- 참외장아찌
- 천초장아찌
- 도라지장아찌
- 가지장아찌
- 깻잎장아찌
- 마늘장아찌
- 머위장아찌
- 무장아찌
- 무말랭이장아찌
- 파장아찌
- 생강장아찌
- 산초장아찌
- 우무장아찌
- 열무장아찌

## 사진

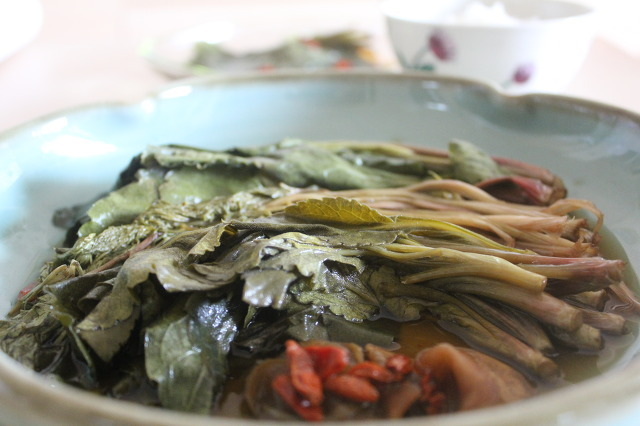
봄나물장아찌
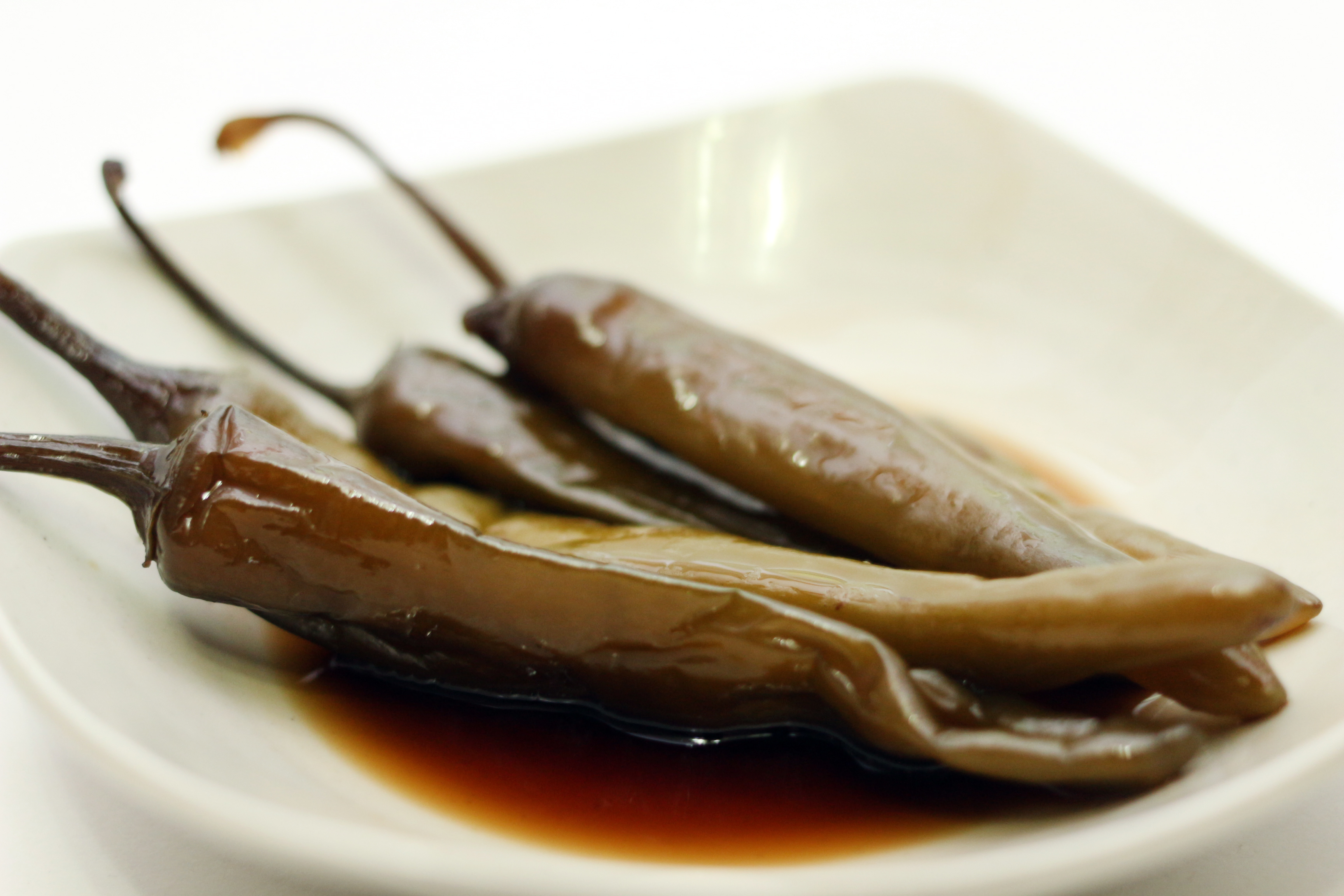
고추장아찌
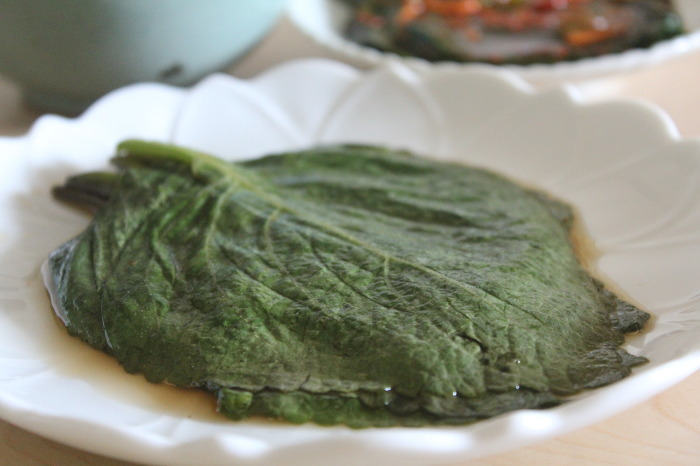
깻잎장아찌
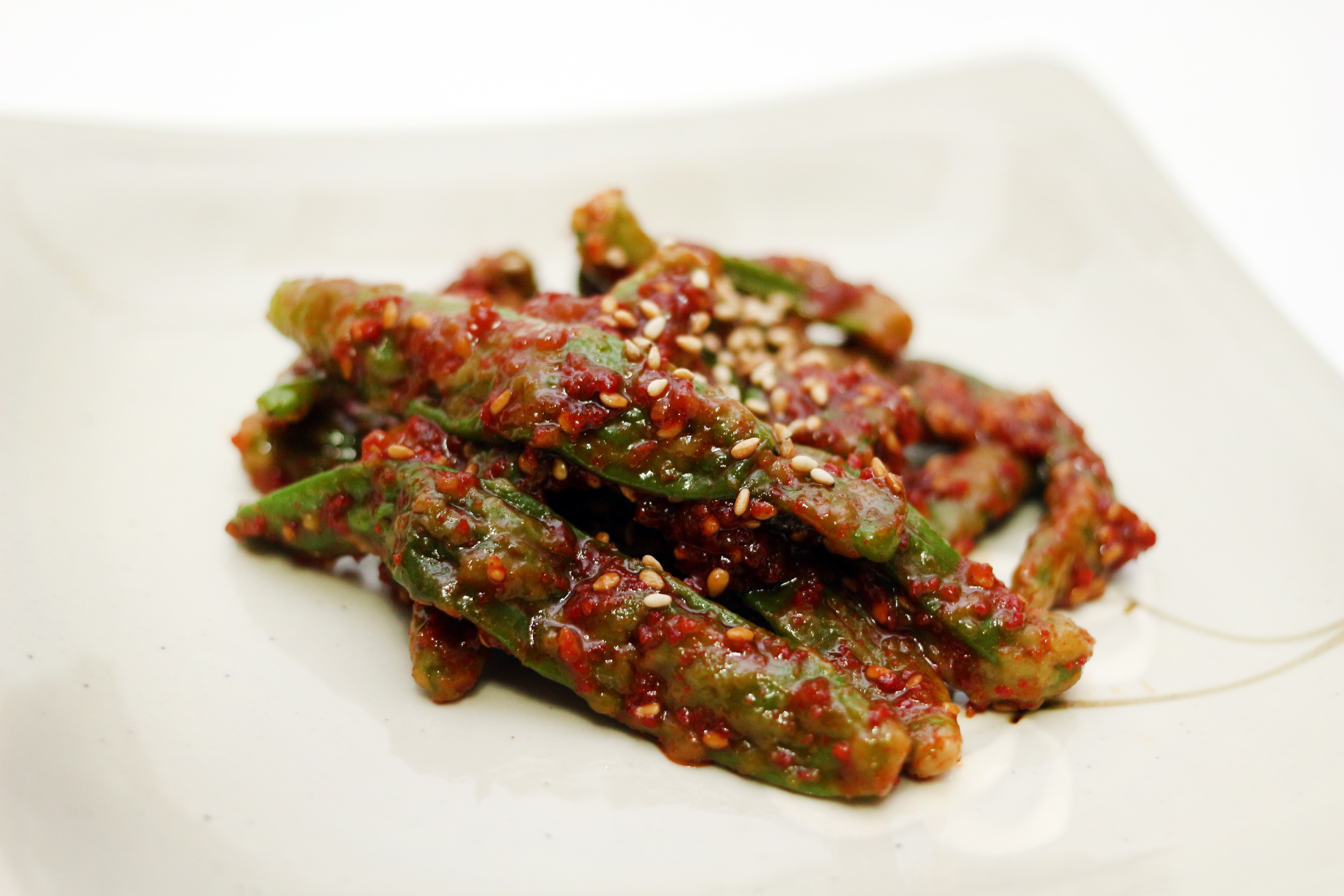
꽈리고추장아찌
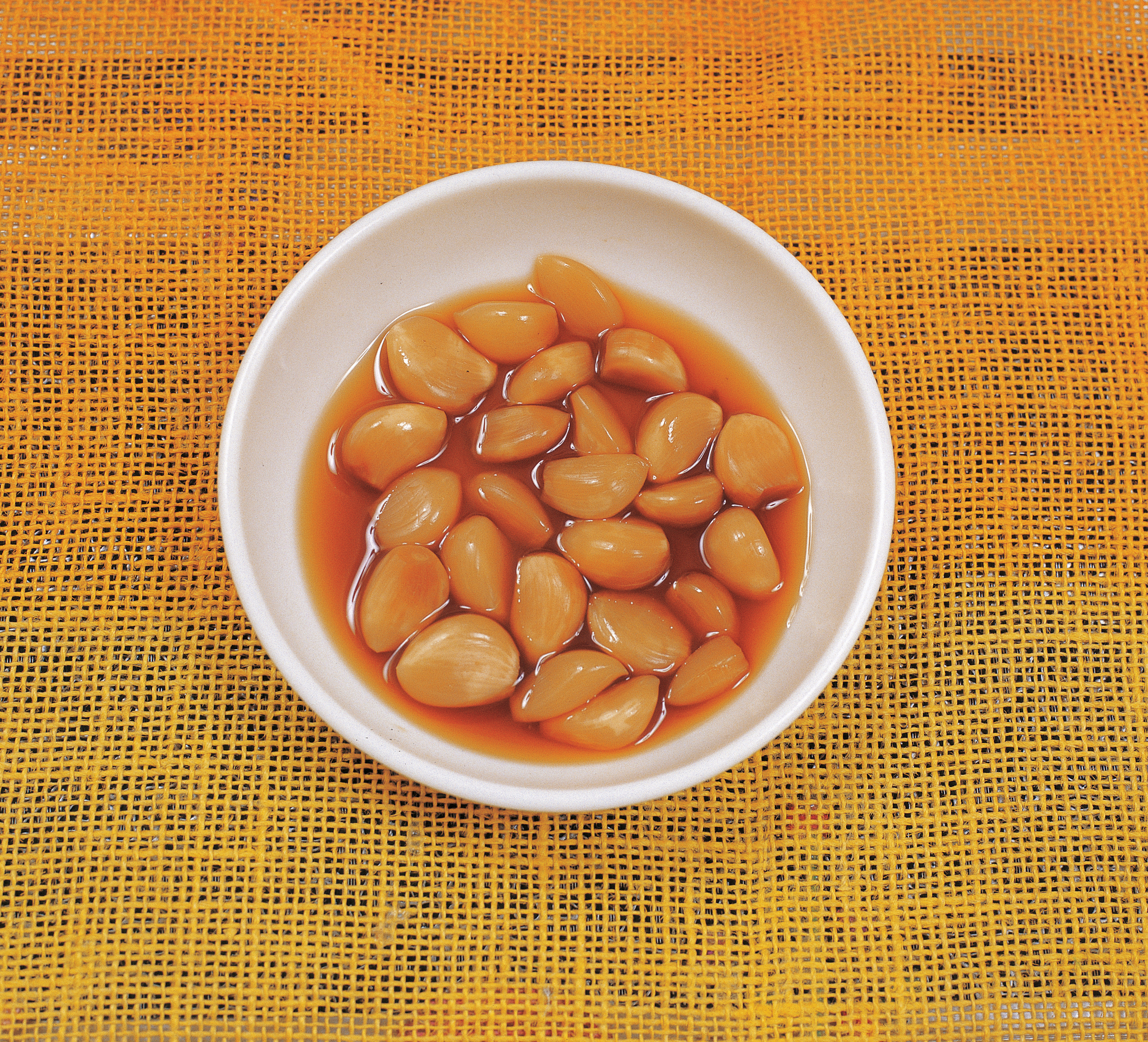
마늘장아찌
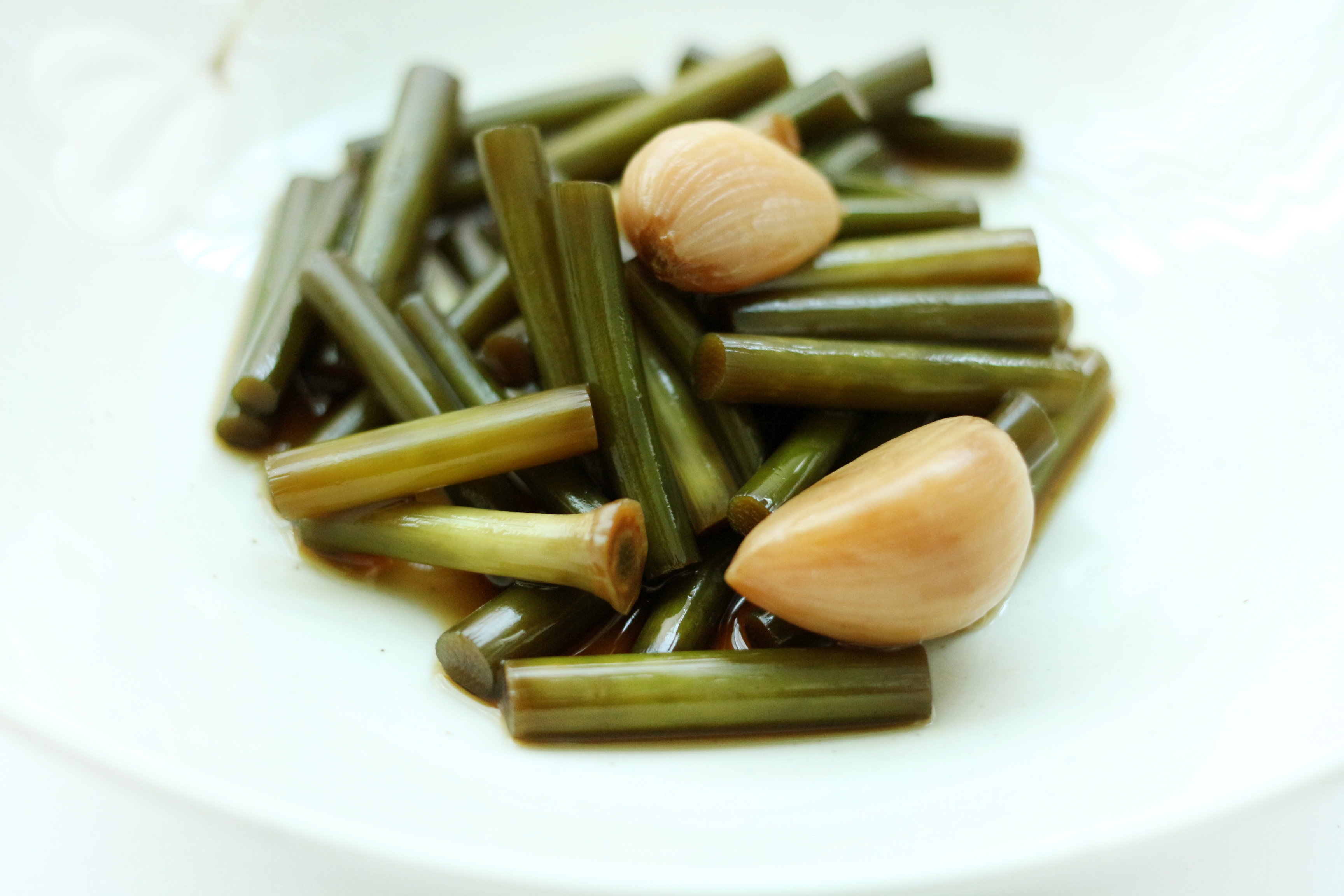
마늘쫑장아찌
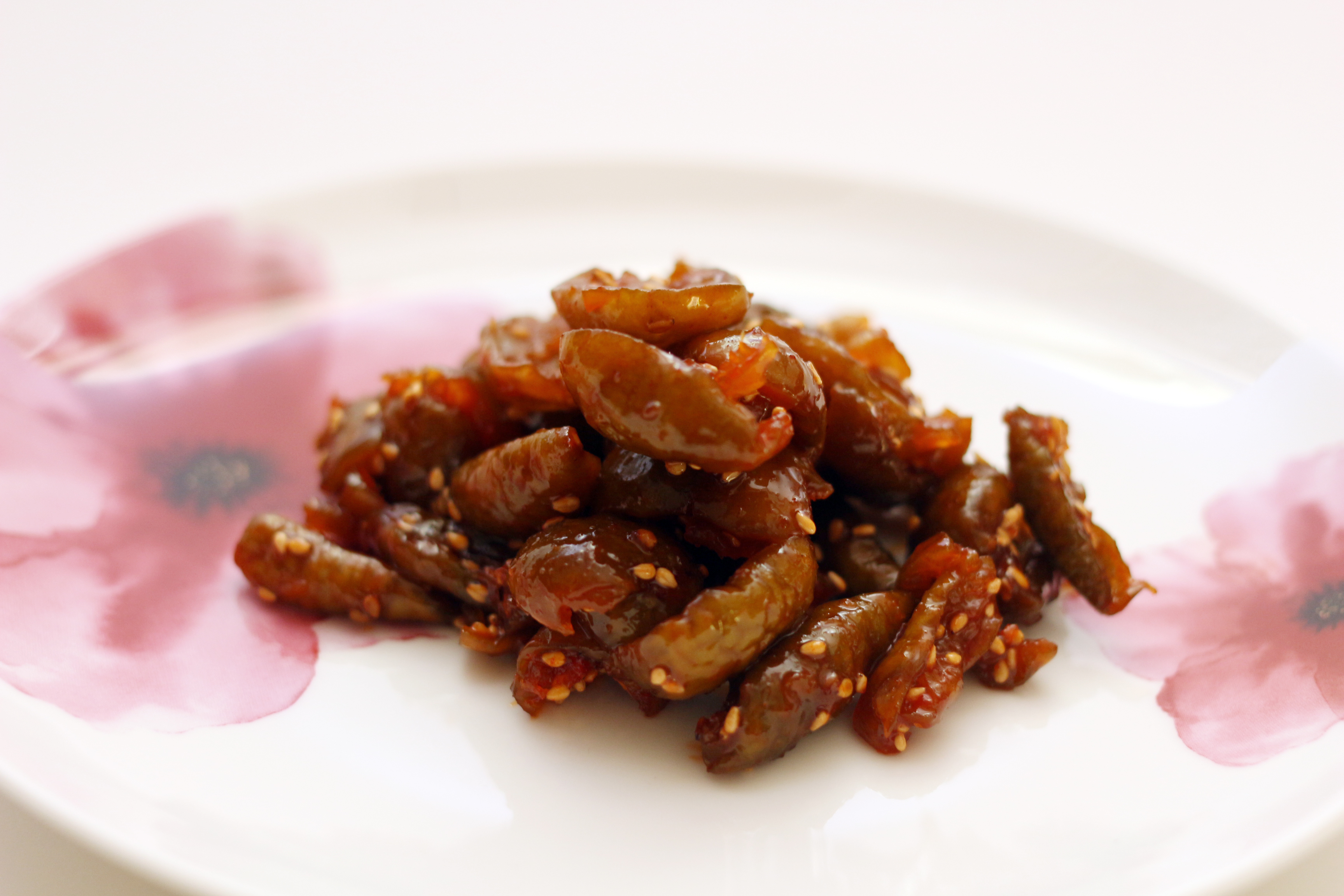
매실장아찌
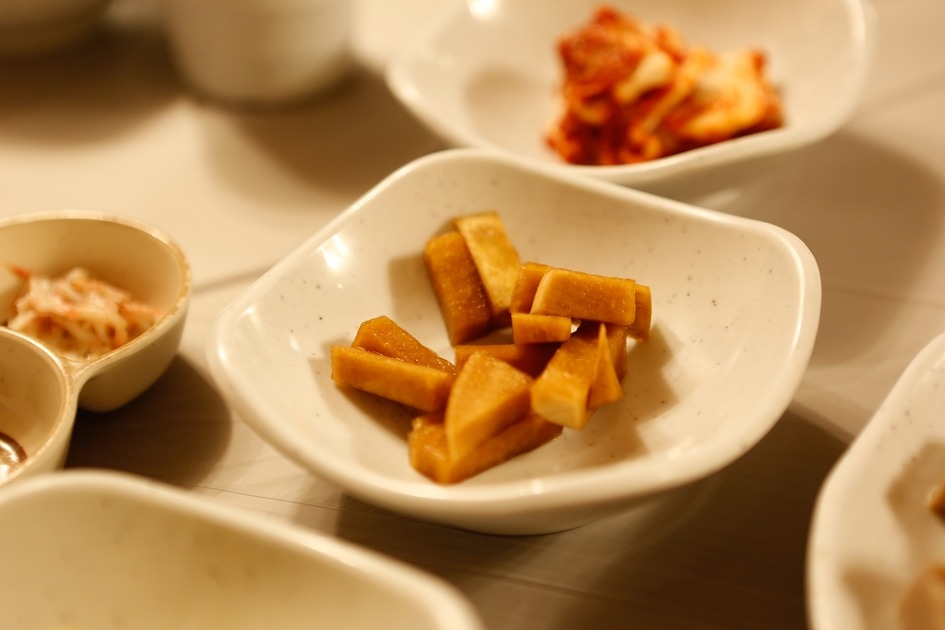
무장아찌
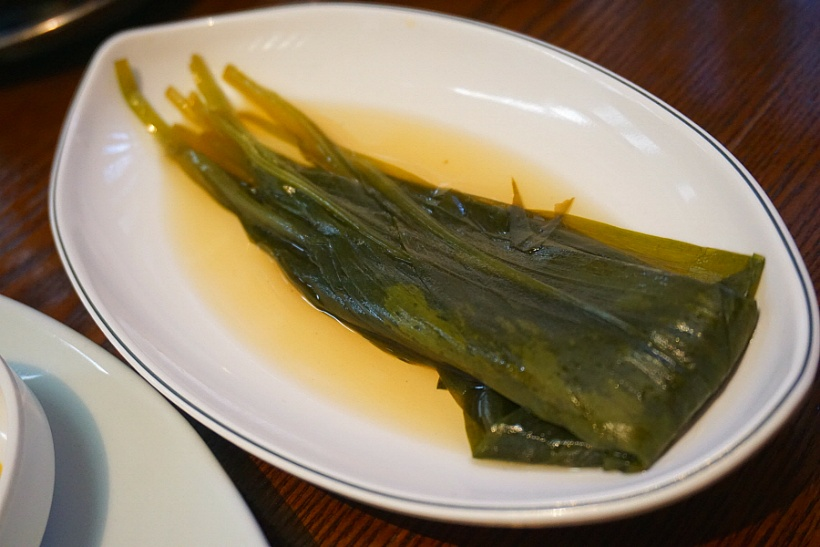
명이장아찌

## 같이 보기
- 자르디니에라
- 쓰촨 파오차이
- 쓰케모노
- 토르시